# 萨马西
萨马西（義大利語：Samassi），是意大利撒丁大区南撒丁省的一个市镇。总面积42.21平方公里，人口5317人，人口密度126.0人/平方公里（2009年）。ISTAT代码为106013。